# Partido Akali
El Shiromani Akali Dal (SAD; en español: Partido Supremo Eterno) es un partido político de la India que se adhiere al sijismo.
El término akali fue aplicado inicialmente a los escuadrones suicidas que aparecieron en la milicia sij alrededor del año 1690 en respuesta a la persecución mogola. La denominación Akali fue renovada en los años 1920, durante el movimiento de reforma destinado a proteger los gurdwaras, haciendo referencia a unos organismos de voluntarios semi-militares opuestos al dominio británico.
Los akalis tomaron el liderazgo del movimiento en favor de un estado de habla panyabí y mayoría sij, objetivo logrado en 1966 con el establecimiento del estado indio de Panyab. El moderno partido Akali, participa en las elecciones nacionales pero se relaciona principalmente con la situación de los sij en Panyab.